# Parcul Național Peștera Mamutului
Parcul Național Peștera Mamutului este un Parc Național din centrul statului Kentucky, SUA care cuprinde porțiuni din Peștera Mamutului, sistemul de peșteri cu cea mai lungă peșteră cunoscută din lume.
Numele oficial al sistemului este Mammoth-Flint Ridge Cave System. Parcul a fost stabilit ca un parc național la 1 iulie 1941. A devenit un "World Heritage Site" pe 27 octombrie 1981, și o Rezervație a Biosferei Internaționale pe 26 septembrie 1990.
Cei 21,382 ha ai parcului sunt situați în principal în Edmonson County, Kentucky, cu mici zone de extindere spre est, în Hart County și Barren County. Acesta este centrat în jurul Râului Green, cu un afluent, Râul Nolin, care se varsă în Râul Green în interiorul parcului. Cu peste 630 km de pasaje, este de departe cel mai lung sistem de peșteri cunoscut din lume, fiind de peste două ori mai mare ca al doilea sistem de peșteri ca lungime, care este Peștera Jewel din Dakota de Sud care are peste 240 km de pasaje cunoscute.

## Labirintul de calcar

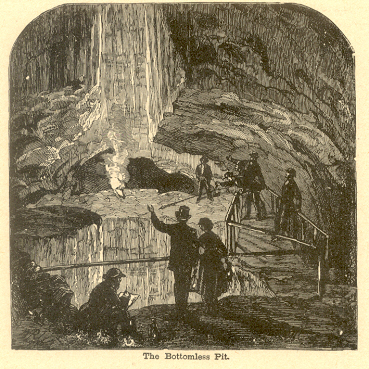
The Bottomless Pit în Peștera Mamutului, gravură în lemn, 1887 (Nuno Carvalho de Sousa Collection, Lisabona)

Peștera Mamutului s-a dezvoltat în straturi groase de calcar acoperite de un strat de gresie, ceea ce face ca sistemul să fie deosebit de stabil. Sistemul include mai mult de 630 km de culoare; noi descoperiri și conexiuni adaugă mai mulți kilometri la această cifră în fiecare an. Parcul Național Peștera Mamutului a fost înființat pentru a păstra sistemul de peșteri.

## Vizitare
Parcul oferă mai multe tururi de peșteră pentru vizitatori. Multe dintre caracteristicile cele mai renumite din peșteră, cum ar fi Grand Avenue, Frozen Niagara și Fat Man's Misery, pot fi văzute pe excursii luminate care variază de la o oră la șase ore în lungime. Două tururi, luminate doar de lămpile de parafină cărate de vizitatori, sunt alternative populare la rutele luminate electric. Sunt disponibile și tururi "sălbatice", departe de părți dezvoltate ale peșterii, în noroi și tuneluri prăfuite. Numărul vizitatoriilor în 2009 a fost de 503.856.

## Istoria

### Preistoria
Povestea ființelor umane în raport cu Peștera mamutului se întinde pe șase mii de ani. Mai multe rămășițe ale nativilor americani au fost recuperate din Peștera Mamutului, sau alte peșteri din apropiere, atât în secolul al XIX-lea cât și în secolul al XX-lea. Cele mai multe mumii găsite prezintă exemple de înmormântare intenționată, cu dovezi ample de practici funerare pre-columbiene.

### Nașterea Parcului Național (1941)
Parcului Național Peștera mamutului a fost deschis în mod oficial la 1 iulie 1941. Printr-o coincidență, în același an a apărut "Societatea Națională de Speologie".
Intrarea nouă, închisă pentru vizitatori încă din 1941, a fost redeschisă la 26 decembrie 1951, devenind intrarea utilizată pentru începutul turului "Frozen Niagara".

## Galerie de imagini

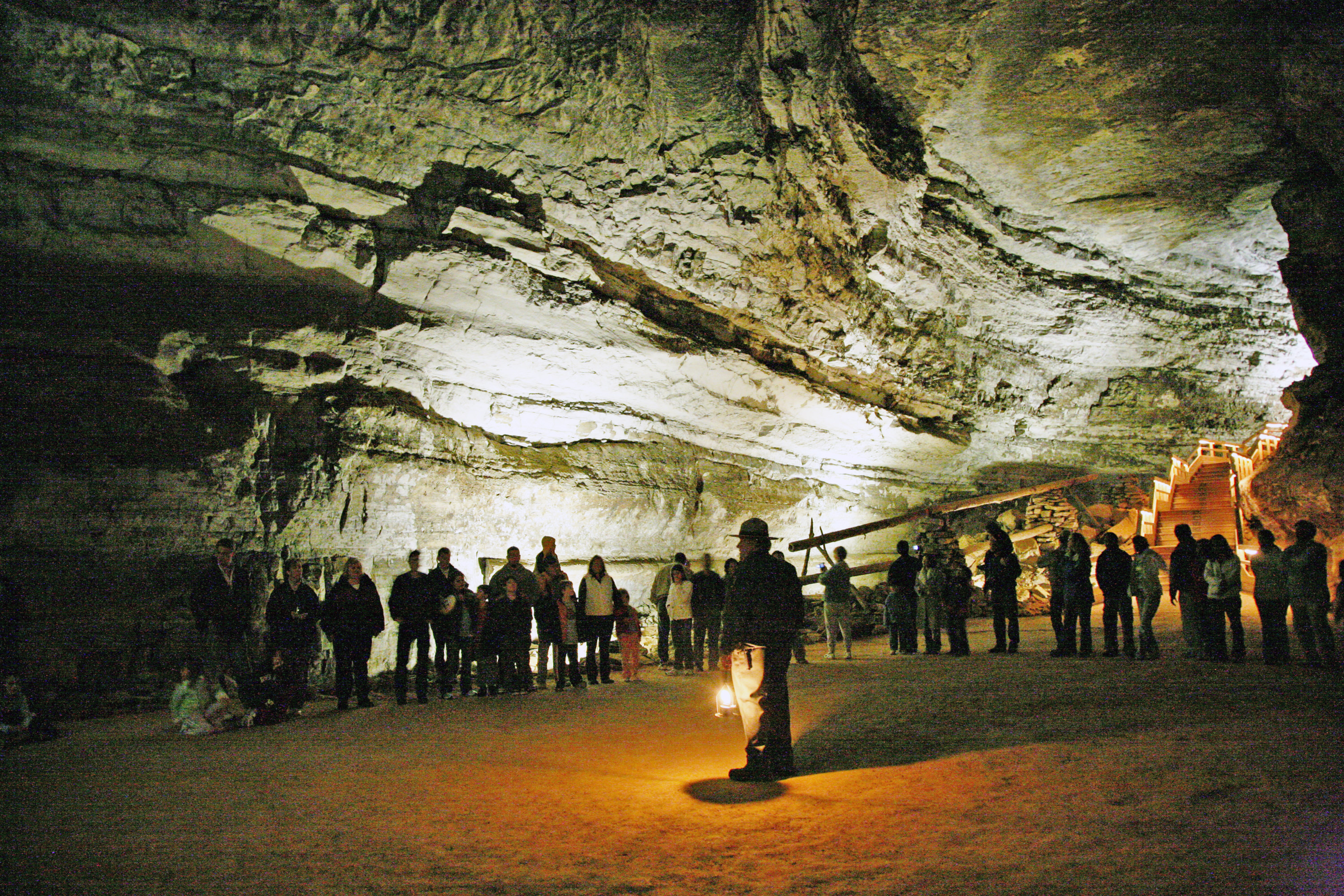
Turul peșterii cu ghid
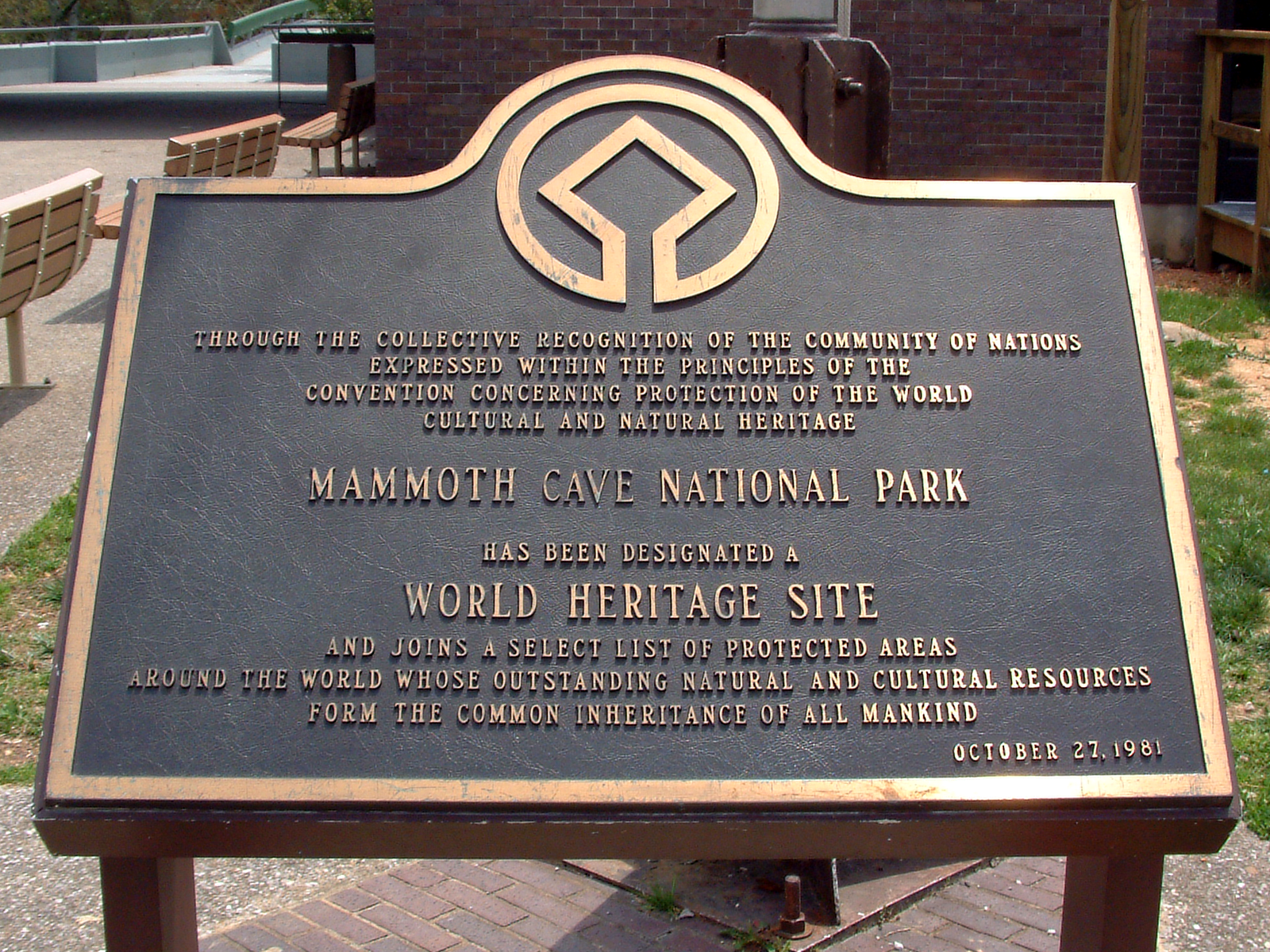
Placa "World Heritage Site"
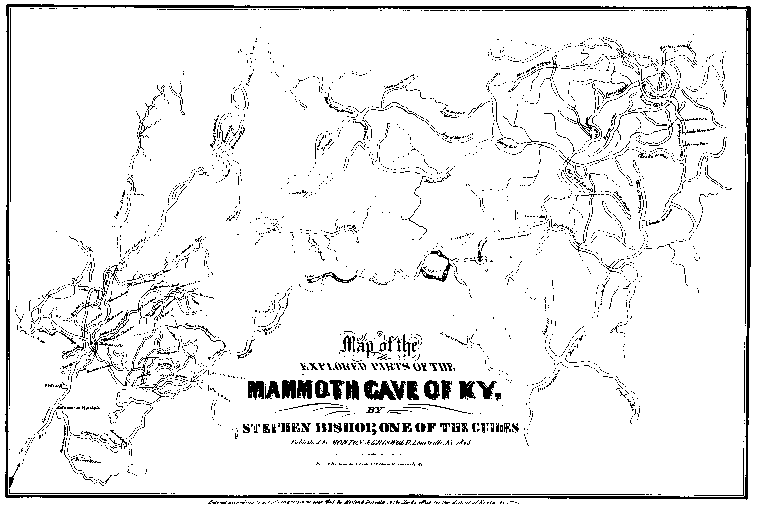
Harta Peșterii din 1842, scrisă de Stephen Bishop, un sclav.
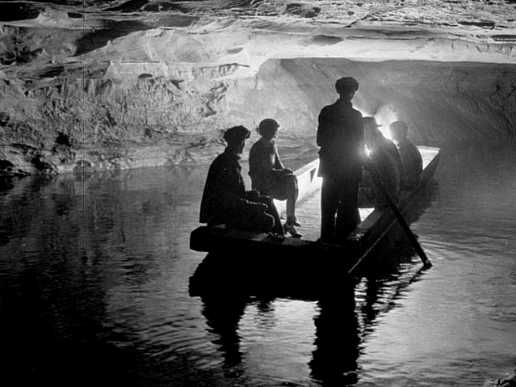
Tur cu barca
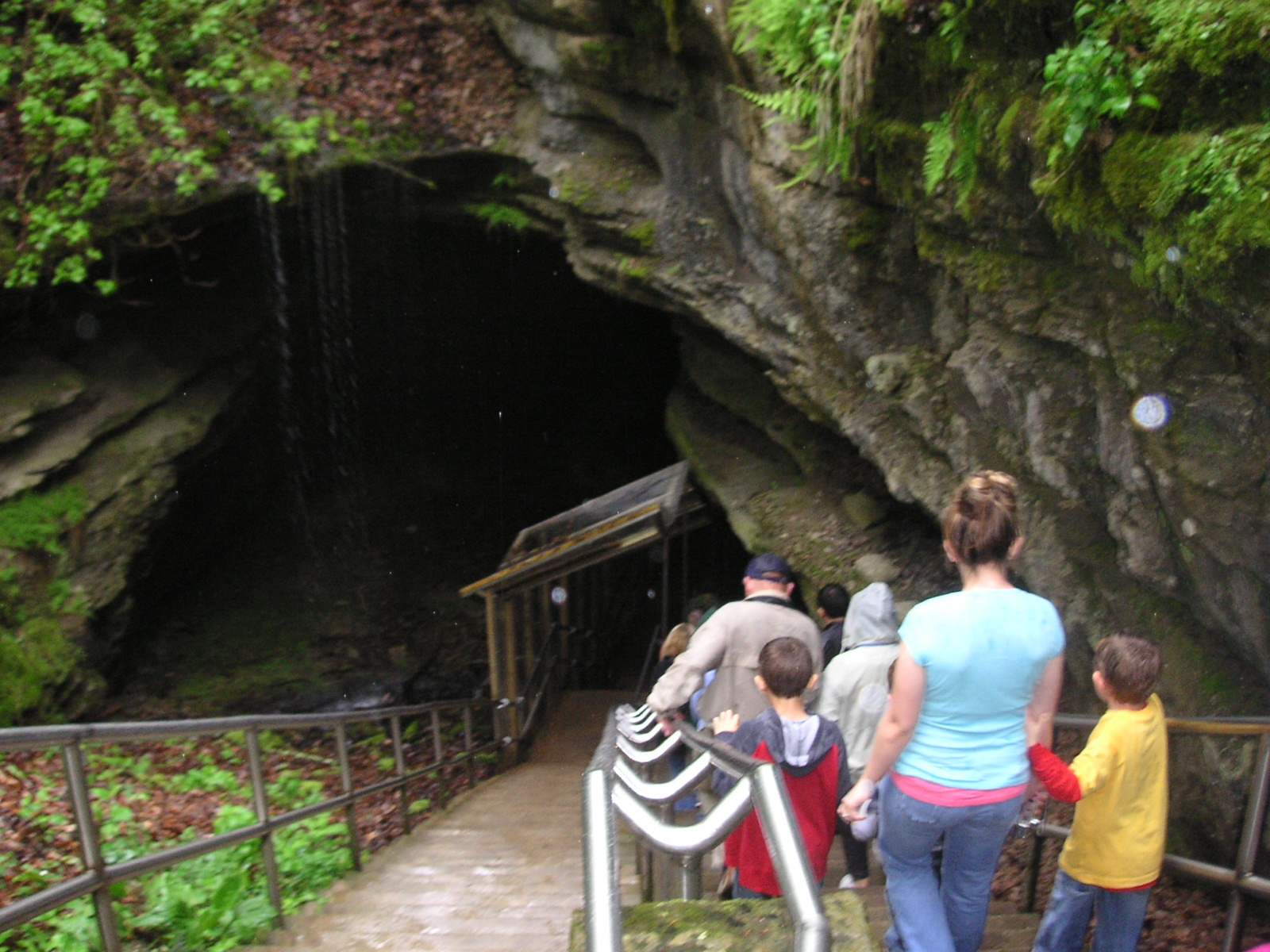
Vizitatori
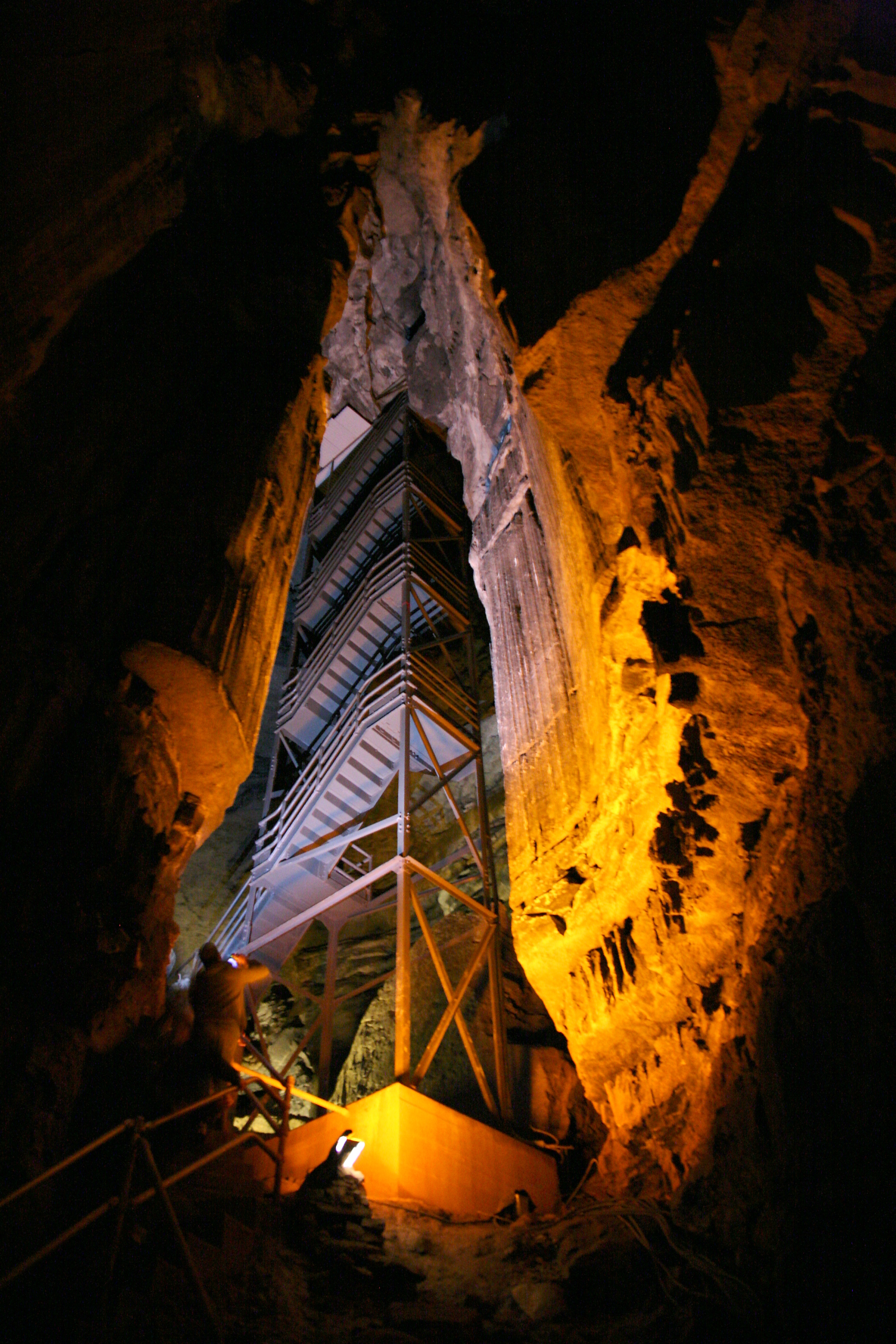
Scări
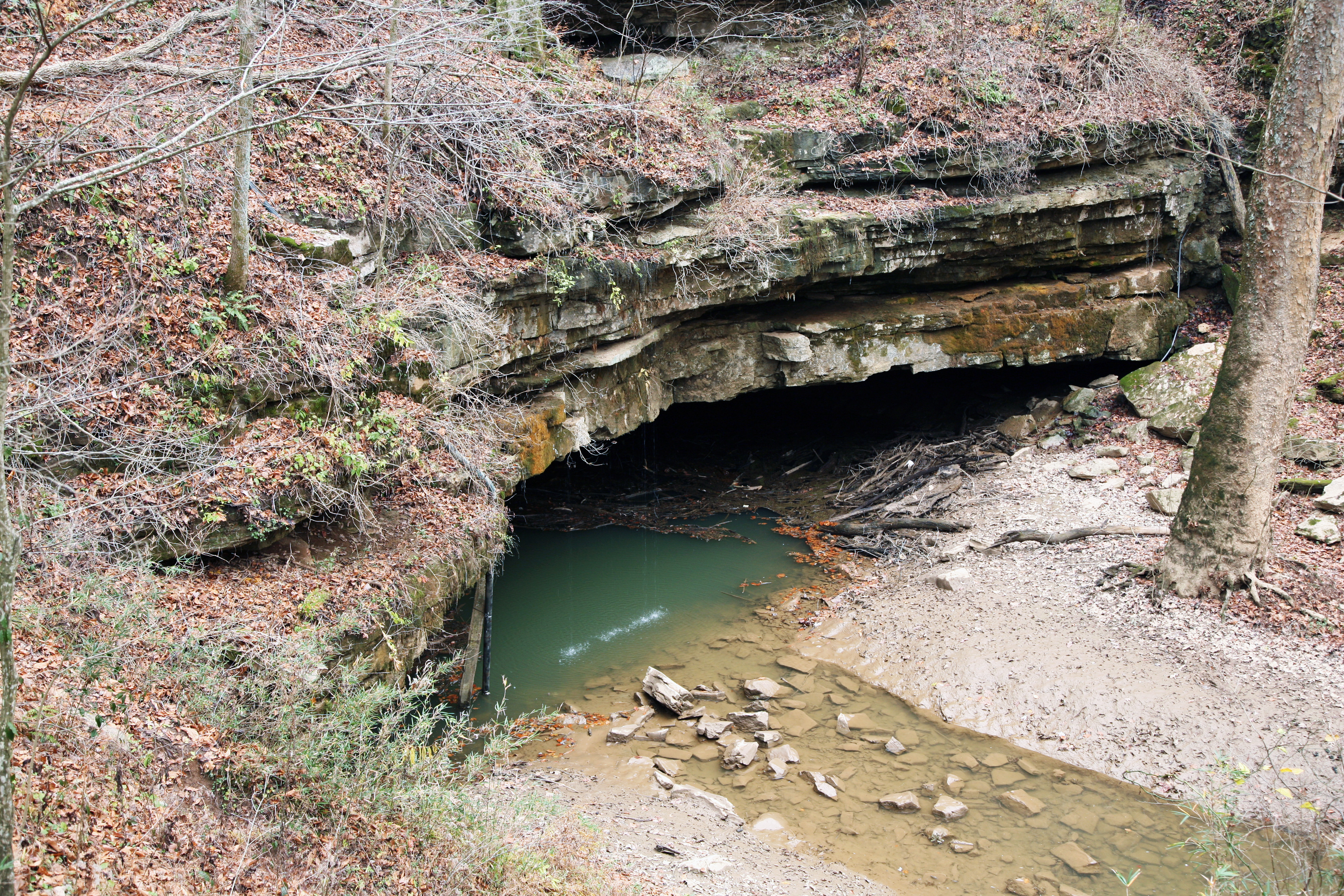
Râul Styx